# Liste der Ramsar-Gebiete in Ruanda
Die Liste der Ramsar-Gebiete in Ruanda umfasst alle in Ruanda ausgewiesenen Ramsar-Gebiete. Die Ramsar-Konvention trat in Ruanda am 1. April 2006 in Kraft. Stand Februar 2024 gibt es ein Ramsar-Gebiet. Für die Verwaltung ist die Rwanda Environment Management Authority (REMA) zuständig, die dem Umweltministerium untersteht.

## Liste der Ramsar-Gebiete von Ruanda
| Name des Gebiets      | Bild          | Lage                                      | Koordinaten                | Größe in ha | Ausweisungs- Datum | Bemerkungen |
| --------------------- | ------------- | ----------------------------------------- | -------------------------- | ----------- | ------------------ | --- |
| Rugezi-Burera-Ruhondo | Rugezi-Sümpfe | Distrikte Burera und Gicumbi, Nordprovinz | 1° 28′ 29″ S, 29° 53′ 9″ O | 6736        | 12. Jan. 2005      | Das Gebiet umfasst das Rugezi-Moor im Norden des Landes an der Grenze zu Uganda. Das Feuchtgebiet liegt auf etwa 2050 m Höhe. Es speist den Rugezi, der von dort in den Burera- und weiter in den Ruhondo-See abläuft. Das Gebiet umfasst Teile einer Important Bird Area. Vorkommende stark gefährdete bzw. gefährdete Vogelarten sind der Südafrika-Kronenkranich und der Kivubuschsänger (Bradypterus graueri). |